# Susan Strome
Susan Strome (* 1952) ist eine US-amerikanische Zell- und Entwicklungsbiologin an der University of California, Santa Cruz.
Strome erwarb an der University of New Mexico einen Bachelor und 1979 bei Elton T. Young an der University of Washington mit der Arbeit Translational control of bacteriophage T7 gene expression einen Ph.D., als Postdoktorandin arbeitete sie bei Bill Wood an der University of Colorado Boulder. An der Indiana University Bloomington hatte sie ihre erste eigene Arbeitsgruppe und durchlief die akademische Karriere von Assistant Professor über Associate Professor zur ordentlichen Professur. Sabbaticals führten sie an die University of Wisconsin–Madison und die University of California, Santa Cruz. 2007 wechselte sie an diese Universität, hier ist sie (Stand 2019) Distinguished Professor of MCD Biology (Molekular-, Zell- und Entwicklungsbiologie).
Strome entdeckte in ihrer Zeit als Postdoktorandin P granules, Organellen der Zellpolarität in Zellen der Keimbahn bei C. elegans. Ihr Labor befasst sich mit den Urkeimzellen  und der Keimbahn (während derer sich Eizellen und Spermien entwickeln), insbesondere mit den molekularen Prozessen, die zu ihrer „Unsterblichkeit“ führen, ihrer Totipotenz und ihrer Fähigkeit, ihre zelluläre Identität zu bewahren. Sie benutzt weiterhin C. elegans als Modellorganismus.
1998 hatte Strome ein Guggenheim-Stipendium. 2010 wurde sie in die American Academy of Arts and Sciences gewählt, 2019 in die National Academy of Sciences. Sie gehört zu den Herausgebern der Fachzeitschrift Development.
Susan Strome ist verheiratet und hat zwei Kinder.